# 시부야 나기사
시부야 나기사(일본어: 渋谷 凪咲, 1996년 8월 25일 ~ )는 일본 여성 아이돌 그룹 전 NMB48과 텐토우무Chu!, Queentet(멤버:시부야 나기사, 요시다 아카리, 오오타 유리, 무라세 사에)의 멤버이다.

## 개요
- 전 NMB48 팀M 멤버.